# (37750) 1997 BZ
1997 BZ (asteroide 37750) é um asteroide da cintura principal. Possui uma excentricidade de 0.16218310 e uma inclinação de 10.50171º.
Este asteroide foi descoberto no dia 19 de janeiro de 1997 por Beijing Schmidt CCD Asteroid Program em Xinglong.